# Tellurure de béryllium
Le tellurure de béryllium est un composé chimique de formule BeTe. Il se présente sous la forme d'une poudre grise qui se décompose assez rapidement en tellurure d'hydrogène H2Te lorsqu'il est exposé à l'humidité de l'air. Cette réaction est vigoureuse au contact direct direct avec l'eau. Il cristallise dans le système cristallin cubique de type zincblende, c'est-à-dire du groupe d'espace F43m (no 216). Il s'agit d'un semi-conducteur de type II-VI ayant une largeur de bande interdite de 2,8 eV.
Le tellurure de béryllium peut être obtenu par réaction directe de béryllium avec du tellure dans un flux d'hydrogène à 1 100 °C.